# Gelsemi
El gelsemi és una espècie de planta amb flors del gènere Gelsemium dins la família de les gelsemiàcies. És una planta enfiladissa originària del sud-est dels Estats Units, Mèxico i Guatemala.

## Ecologia
És una planta que creix a l'Amèrica tropical, des del Nord de Guatemala fins al Sud dels Estats Units. Es troba en boscos mesòfils de muntanya, per sobre 1900 m sobre el nivell del mar. Viu al sol o a la semi ombra però ben protegida del vent. Se situa sobretot en zones càlides i no és present al nostre país.

## Descripció
És una planta perenne, enfiladissa i oberta, que pot arribar als 6 m de llargada. Té una arrel axonomorfa i una tija glabre. Les fulles són oposades, curtament peciolades, lanceolades, de 3,5 a 7,5 cm de llarg, atenuades, arrodonides a obtuses cap a la base i senceres. També són persistents, coriàcies i brillants. Flors hermafrodites aïllades, grogues, axil·lars i tubulars de 3 a 5 cm. Corol·la està formada per 5 pètals soldats infundibuliformes i calze amb 5 sèpals soldats. L'androceu té 5 estams i el gineceu té 2 carpels units amb ovari amb un simple estil. El fruit és en càpsula comprimida, el·líptica i amb nombroses llavors aplanades.
És una planta popular als jardins d'àrees grangeres, normalment per fer-la créixer sobres les parets. A més, al seu lloc d'origen les flors atrauen als colibrís i a l'abella coneguda com a Habropoda laboriosa.

## Taxonomia
El nom científic de l'espècie, Gelsemium sempervirens, deriva de l'italià Gelsamino (gessamí) i sempervirens (sempre verd).

## Ús medicinal
La part utilitzada és el rizoma i aquests es recullen de fins a 20 cm de llargada. Els rizomes es caracteritzen pel fet que tenen l'escorça fisurada de color porpra-brunenc.

### Fitoquímica
- Alcaloides indólics. Gelsemina, 21-oxigelsemna, gelsemicina, gelsidina, gelsevirina, sempervirina
- Hidroxicumarines. Escopoletina
- Antraquinones. Monometiloxi-emodina
- Oli essencial
- Àcid gelsèmic

### Usos i accions farmacològiques
Tradicionalment s'ha utilitzat per al tractament de la dispèpsia, plenitud gàstrica, cefalea i neuràlgia.
Actualment s'utilitza en homeopatia com a calmant per tractar insomnis, cefalees i neuràlgies.
L'arrel s'administra contra el reumatisme i la gonorrea però en dosis excessives pot causar vertigen i pèrdua de la visió.
Té com a propietats farmacodinàmiques que és: 
- Digestiu: el gelsemi augmenta la producció de sucs gastrointestinals.
- Antiespasmòdic: el gelsemi produeix una relaxació del múscul llis gastrointestinal.
- Analgèsic.

### Toxicitat
És una planta tòxica perquè totes les parts contenen els alcaloides tòxics i no ha de ser consumida. A dosis elevades, en tractaments crònics o en individus especialment sensibles, es poden produir efectes secundaris doncs en rares ocasions pot produir-se sequedat de boca, nàusees i vòmits, en molt rares ocasions pot aparèixer bradicàrdia i hipotensió arterial, i en rares situacions pot aparèixer estrabisme i diplopia.